# Pop (tidskrift)
Den här artikeln handlar om den svenska musiktidningen Pop. För andra betydelser, se Pop (olika betydelser).
Pop var en svensk musiktidning, utgiven under 1990-talet. Första numret utkom 1992 och tidningen lades ner 1999. Tidningen ägdes av ett mindre dotterförlag till Bonnier, Fanzine Media som även gav ut tidningen Bibel. 

## Pop vol. 2
Efter Pop nummer 25 (utgiven i juni 1997) döptes tidningen om till Pop vol. 2. I en krönika kommenterade redaktionen detta med att de blivit missförstådda och ville börja om från början: 
| ”              | I stället för nyfikenhet väckte vi hos läsarna en nagelbitande ängslan över att kanske inte ha förstått. | „ |
| – Andres Lokko | |   |

## Medarbetare
Tidningen var formgiven av Lars Sundh och Stefania Malmsten.
Chefredaktör var Andres Lokko, bland annat arbetade följande skribenter för tidningen: Fredrik Strage, Madelaine Levy, Kjell Häglund, Pietro Maglio, Jan Gradvall, Jonna Bergh, Per Bjurman, Linda Norrman-Skugge, Terry Ericsson, Anna Hellsten och Lennart Persson.